# Fune (Nigeria)
Fune è una delle diciassette aree a governo locale (local government area) in cui è suddiviso lo stato di Yobe, in Nigeria. Estesa su una superficie di 4.948 chilometri quadrati, conta una popolazione di 300.760 abitanti.